# Outokumpu (città)
Outokumpu è una città finlandese di 6457 abitanti, situata nella regione della Carelia Settentrionale.
L'economia della città si è appoggiata all'estrazione del rame fino agli anni ottanta, quando tutte e tre le miniere furono chiuse definitivamente. Tra esse, la miniera "Vanha kaivos", collocata all'interno di un'altura che domina il centro cittadino, è stata trasformata in un museo dedicato all'attività mineraria. Proprio da questa città e dall'attività di estrazione di materie prime ha avuto origine l'omonima azienda Outokumpu.
Una delle più importanti zone lacustri di nidificazione degli uccelli in Finlandia è la riserva ornitologica del lago Sysmäjärvi, a sud di Outokumpu. Negli anni cinquanta, il Sysmäjärvi fu dichiarato morto a causa dei depositi di materiale minerario inquinante che qui venivano riversati senza alcun controllo. Grazie ad un intervento di bonifica, il lago è adesso circondato da una rigogliosa vegetazione che ha permesso il ritorno degli uccelli: un recente studio ha individuato ben 72 specie.